# ピアノソナタ第4番 (プロコフィエフ)
ピアノソナタ第4番ハ短調作品29は、セルゲイ・プロコフィエフが作曲したピアノソナタ。第3番とともに『古いノートから』（露: Из старых тетрадей）の副題を持ち、サンクトペテルブルク音楽院時代の習作の改作によるピアノソナタの一つである。
第4番は1908年に作曲されたソナタを1917年に改作したものである。第3番と同時期に着手し、当初はこちらが「第3番」となる予定であったが、完成が後になった。古典的形式とロマンティックな曲調をとどめていて、同じく旧作の改作ながら先進的な部分もある第3番と対照をなす。また、第2楽章は交響曲ホ短調（習作、1908年）のアンダンテが原曲である。
初演は1918年4月17日（第3番初演の2日後）、ペトログラード（現サンクトペテルブルク）でプロコフィエフ自身のピアノによって行われた。

## 楽曲構成
3楽章からなる。演奏時間は16分。
- 第1楽章　アレグロ・モルト・ソステヌート　ハ短調　4分の3拍子　ソナタ形式
- 第2楽章　アンダンテ・アッサイ　イ短調　4分の4拍子　変奏曲形式
- 第3楽章　アレグロ・コン・ブリオ・マ・ノン・レッジェーロ　ハ長調　4分の2拍子　ロンド形式

## アンダンテ 作品29bis
第2楽章は1924年に管弦楽のための『アンダンテ』作品29bisに編曲されている。元来が習作交響曲の楽章であり、再オーケストレーションということもできる。